# Douglas Vandor
Douglas Vandor (conocido como Doug Vandor; Montreal, 25 de agosto de 1974) es un deportista canadiense que compitió en remo. Ganó tres medallas de bronce en el Campeonato Mundial de Remo entre los años 2002 y 2005.

## Palmarés internacional
| Campeonato Mundial | Campeonato Mundial | Campeonato Mundial | Campeonato Mundial        |
| Año                | Lugar              | Medalla            | Prueba                    |
| ------------------ | ------------------ | ------------------ | ------------------------- |
| 2002               | Sevilla (España)   | Medalla de bronce  | Cuatro sin timonel ligero |
| 2004               | Bañolas (España)   | Medalla de bronce  | Dos sin timonel ligero    |
| 2005               | Kaizu (Japón)      | Medalla de bronce  | Cuatro scull ligero       |